# Wreningham
Wreningham – wieś w Anglii, w hrabstwie Norfolk, w dystrykcie South Norfolk. Leży 12 km na południowy zachód od Norwich i 147 km na północny wschód od Londynu. Miejscowość liczy 493 mieszkańców.